# Simon Piesinger
Simon Piesinger (Linz, 13 maggio 1992) è un calciatore austriaco, centrocampista del Wolfsberger.

## Caratteristiche tecniche
È un mediano.

## Carriera

### Club
È cresciuto nelle giovanili del LASK.

### Nazionale
Nel 2013 ha giocato 2 partite nella nazionale austriaca Under-21.

## Palmarès

### Club

#### Competizioni nazionali
- Coppa di Danimarca: 1

Randers: 2020-2021
- Coppa d'Austria: 1

Wolfsberger: 2024-2025